# Івано-Франківське вище професійне училище №13
Вище професійне училище № 13 м. Івано-Франківська — навчальний заклад професійного спрямування, котрий готує фахівців автосервісних, радіотехнічних, електротехнічних, економічних, комп'ютерних професій на базі 9 та 11 класу.

## Історія
Історія навчального закладу починається 1 вересня 1983 року, коли на Прикарпатті радіотехнічна промисловість, флагманом якої був Прикарпатський радіозавод, вимагала великої кількості кваліфікованих робітників. На базі філіалу Івано-Франківського ТУ № 1 було створено технічне училище № 4. Училище швидко розвивалось, зростала матеріально-технічна база, розширювався перелік професій, з яких велась підготовка молодої зміни, випускаючи кваліфіковані робітничі кадри для всієї України та інших республік Союзу.
Не зупиняючи навчального процесу, у вересні 1997 року навчальний заклад було перейменовано у Вище професійне училище № 13 [Архівовано 12 липня 2017 у Wayback Machine.].
На даний час контингент училища становить понад 600 учнів, проводиться підготовка робітничих кадрів з таких напрямків: виробництво електронної техніки; будівельні, монтажні та ремонтно-будівельні роботи; автомобільний транспорт; зв'язок, освоюються нові робітничі професії.
Професії [Архівовано 15 лютого 2022 у Wayback Machine.], які здобувають учні в училищі престижні, конкурентноздатні.

## Професії
На базі неповної загальної середньої освіти (9 класів), термін навчання 3 роки
- контролер Ощадного банку; оператор комп'ютерного набору [Архівовано 27 жовтня 2016 у Wayback Machine.] (дівчата і юнаки)
- рихтувальник кузовів [Архівовано 24 жовтня 2016 у Wayback Machine.] (юнаки)
- слюсар з ремонту автомобілів [Архівовано 27 жовтня 2016 у Wayback Machine.] (юнаки)
- регулювальник радіоелектронної апаратури та приладів [Архівовано 29 червня 2018 у Wayback Machine.]; електромонтер з ремонту та обслуговування електроустаткування [Архівовано 1 жовтня 2016 у Wayback Machine.] (юнаки і дівчата)
- рихтувальник кузовів; електрозварник ручного зварювання [Архівовано 24 жовтня 2016 у Wayback Machine.] (юнаки)

На базі повної загальної середньої освіти (11 класів)
- офісний службовець [Архівовано 24 жовтня 2016 у Wayback Machine.] (з вмінням працювати на комп'ютері) (дівчата і юнаки, термін 10 місяців)
- електромонтер з ремонту та обслуговування електроустаткування [Архівовано 1 жовтня 2016 у Wayback Machine.] (термін 1 рік 9 місяців)
- слюсар з ремонту автомобілів [Архівовано 27 жовтня 2016 у Wayback Machine.] (юнаки, термін 1 рік 4 місяці)
- рихтувальник кузовів [Архівовано 24 жовтня 2016 у Wayback Machine.] (юнаки, термін 1 рік 4 місяці)

Кращі учні зараховуються на III ступінь навчання для здобуття кваліфікаційного рівня «Слюсар з ремонту автомобілів» 5-го розряду та молодший спеціаліст за спеціальністю: «Обслуговування та ремонт автомобілів і двигунів» (термін навчання 2 роки).
За 25 років училище підготувало понад 8 тис. висококваліфікованих робітників. Випускники училища працюють у різних галузях народного господарства нашої та сусідніх областей.

## Педагогічний колектив
Доброю славою навчальний заклад завдячує інженерно-педагогічним працівникам [Архівовано 7 листопада 2017 у Wayback Machine.], які формують у своїх вихованців глибокі знання, уміння та навички з професійно-технічних навчальних дисциплін.
Педагогічний колектив [Архівовано 7 листопада 2017 у Wayback Machine.] постійно працює над оновленням змісту освіти і виховання, підвищення професійної компетентності та творчої майстерності, впровадження у практику роботи інноваційних технологій, активних та інтерактивних форм і методів роботи з учнівською молоддю.
Творча група викладачів під керівництвом розробила Державний стандарт з професії «рихтувальних кузовів [Архівовано 24 жовтня 2016 у Wayback Machine.]».
Сьогодні у вищому професійному училищі працює висококваліфікований педагогічний колектив [Архівовано 7 листопада 2017 у Wayback Machine.], де 75 % — це викладачі вищої категорії.
Педагогічні працівники проходять стажування на робочих місцях підприємств міста та на кафедрах профілюючих вищих навчальних закладів.

### Нагороджені педагогічні працівники
За високий професіоналізм, хороші людські якості й наставницьке покликання нагороджені педагогічні працівники
Грамотами Міністерства освіти і науки України
- Данилюк Мирослав Петрович,
- Гавриш Олексій Михайлович,
- Полячок Тетяна Василівна,
- Басараб Марія Григорівна,
- Крушельницький Микола Петрович,
- Гінзилевич Мирослава Василівна,
- Чорноус Федір Васильович.

Нагрудним знаком «Відмінник освіти України»
- Гінзилевич Мирослава Василівна,
- Гавриш Олексій Михайлович,
- Чорноус Федір Васильович,
- Крушельницький Микола Петрович.

Нагрудним знаком «За вагомий внесок у розвиток професійної освіти»
- Крушельницька Ганна Богданівна.

Нагрудним знаком А. С. Макаренка
- Гавриш Олексій Михайлович.

Медаллю «Почесна відзнака» Національного товарне та Червоного Хреста України
- Чорноус Федір Васильович.

## Співпраця
Училище згідно з укладеними договорами співпрацює в навчально-науковому комплексі з
- Івано-Франківським Державним Національним Технічним університетом нафти і газу;
- Івано-Франківським інститутом менеджменту і економіки «Галицька Академія»;
- Університетом «Львівська політехніка».

Училище в тісному контакті за спільними планами співпрацює з
- Надвірнянським дитячим будинком;
- Обласною організацією товариства Червоного Хреста;
- Музеєм визвольних Змагань Прикарпатського краю;
- Міським центром соціальних служб для сім'ї дітей та молоді;
- Музеєм-Меморіалом «Дем'янів Лаз».

Під егідою міської організації товариства Червоного Хреста в училищі створено ряд волонтерських загонів та загін «Милосердя», проводяться спільні заходи та надається волонтерська допомога людям похилого віку й інвалідам мікрорайону.
В 2006 році, вперше в Україні в навчальному закладі впроваджена І програма та робота мобільного консультативного пункту міського центру соціальних служб для сім'ї дітей та молоді «Соціальна адаптація учнів із сільської місцевості до умов міста».
Учні училища систематично беруть участь в обласних предметних олімпіадах, конкурсах професійної майстерності, оглядах-конкурсах художньої самодіяльності, спортивних змаганнях де виходять переможцями, приносять славу навчальному закладу. Кращі вихованці училища завойовують призові місця на обласних предметних олімпіадах, конкурсах технічної творчості та оглядах художньої самодіяльності.
Особливої уваги набуває робота щодо взаємодії училища та підприємств з метою створення належних умов для проходження учнями виробничої практики на сучасному виробництві, працевлаштування їх за здобутими професіями після завершення навчання.
Входження України в ринкову економіку зумовлює необхідність перебудови внутрішнього змісту підготовки фахівців робітничих професій.
Педагогічний колектив [Архівовано 7 листопада 2017 у Wayback Machine.] постійно працює над новими надбаннями в організації навчально-виховного процесу, пошуку і розширенню нових напрямків підготовки необхідних для регіону спеціалістів.